# 劉宗諫
劉宗諫（1488年—？），字子忠，江西吉安府萬安縣人，民籍，明朝政治人物。

## 生平
江西鄉試第八十六名舉人。正德十六年（1521年）中式辛巳科會試第二百四十名，登第三甲第一百四十一名進士。

## 家族
曾祖劉述禮；祖父劉咸昌，曾任義官；父劉遵，母朱氏。慈侍下。